# William Augustus Ayres

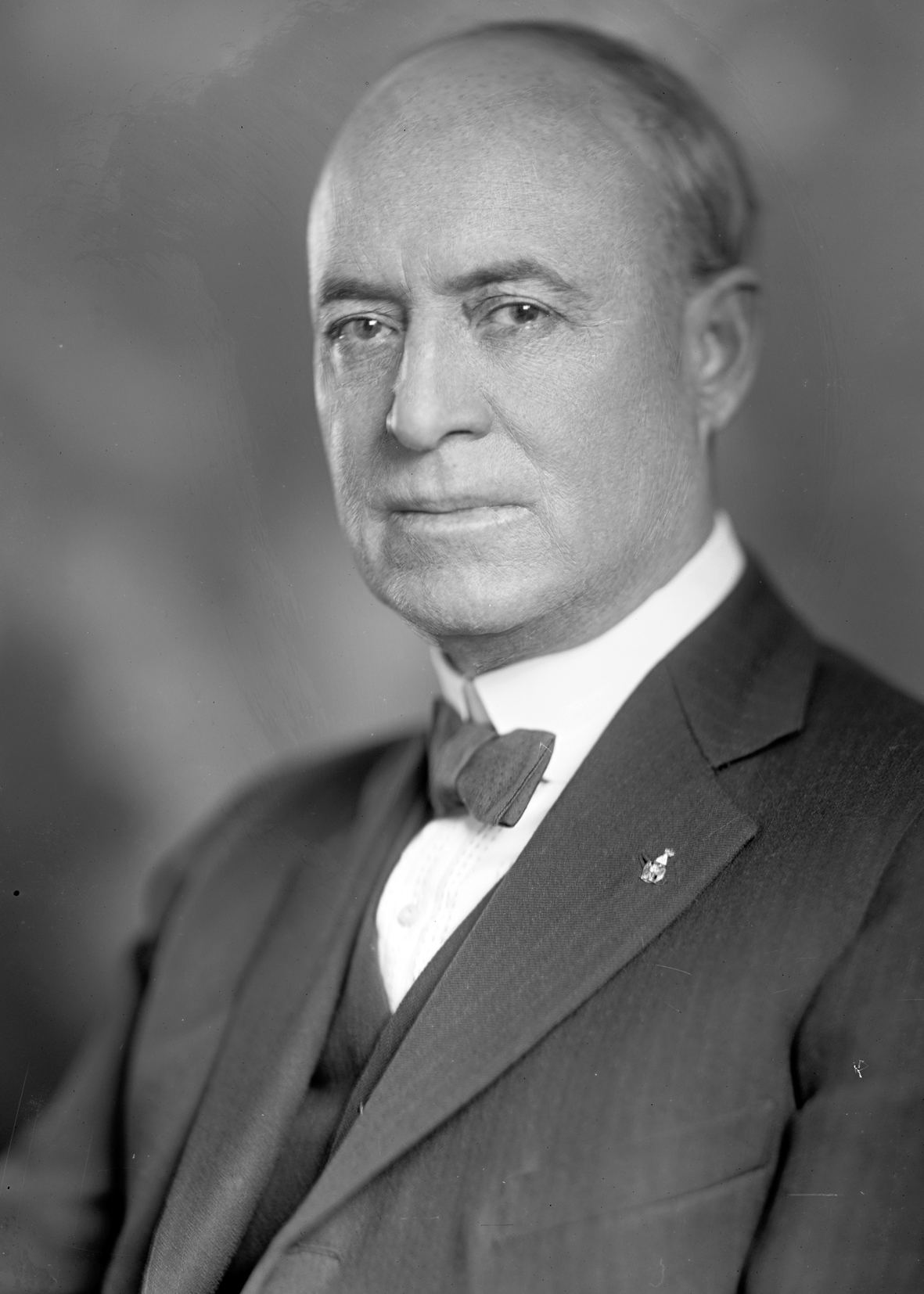
William Augustus Ayres

William Augustus Ayres (* 19. April 1867 in Elizabethtown, Illinois; † 17. Februar 1952 in Washington, D.C.) war ein US-amerikanischer Politiker. Zwischen 1915 und 1921 sowie von 1923 bis 1933 vertrat er den achten und von 1933 bis 1934 den fünften Wahlbezirk des Bundesstaates Kansas im US-Repräsentantenhaus.

## Leben
Im Jahr 1881 zog William Ayres mit seinen Eltern in das Sedgwick County in Kansas. Dort besuchte er die öffentlichen Schulen und später die Garfield University, die heutige Friends University, in Wichita. Nach einem Jurastudium und seiner im Jahr 1893 erfolgten Zulassung als Rechtsanwalt begann Ayres in Wichita in seinem neuen Beruf zu praktizieren. Zwischen 1897 und 1901 war er Protokollist am Berufungsgericht des Staates Kansas und von 1906 bis 1910 war er Bezirksstaatsanwalt im Sedgwick County.
Politisch war Ayres Mitglied der Demokratischen Partei. 1914 wurde er als deren Kandidat im achten Distrikt von Kansas in das US-Repräsentantenhaus in Washington gewählt. Dort trat er am 4. März 1915 die Nachfolge des Republikaners Victor Murdock an. Nach zwei Wiederwahlen in den Jahren 1916 und 1918 konnte er bis zum 3. März 1921 drei zusammenhängende Legislaturperioden im Kongress absolvieren. Bei den Wahlen des Jahres 1920 unterlag er dem Republikaner Richard Ely Bird. Zwei Jahre später wurde Ayers aber erneut in das Repräsentantenhaus gewählt. Damit konnte er sein Mandat von Bird zurückgewinnen. Da er bei den folgenden Wahlen jeweils bestätigt wurde, konnte er den achten Wahlbezirk bis zu dessen Auflösung im Kongress vertreten (4. März 1923 bis 3. März 1933).
Bei den Wahlen des Jahres 1932 kandidierte Ayres nach Auflösung des achten Distrikts im fünften Wahlbezirk. Nach seinem Sieg übernahm er am 4. März 1933 den bis dahin von dem Republikaner James G. Strong gehaltenen Abgeordnetensitz. Dieses Mandat übte er aber nur bis zum 22. August 1934 aus. An diesem Tag legte er sein Mandat nieder, weil er in die Bundeshandelskommission berufen worden war. William Ayres blieb bis zu seinem Tod im Jahr 1952 Mitglied dieser Kommission. Er wurde in Wichita beigesetzt.